# Su-27とその派生型に関連する作品の一覧

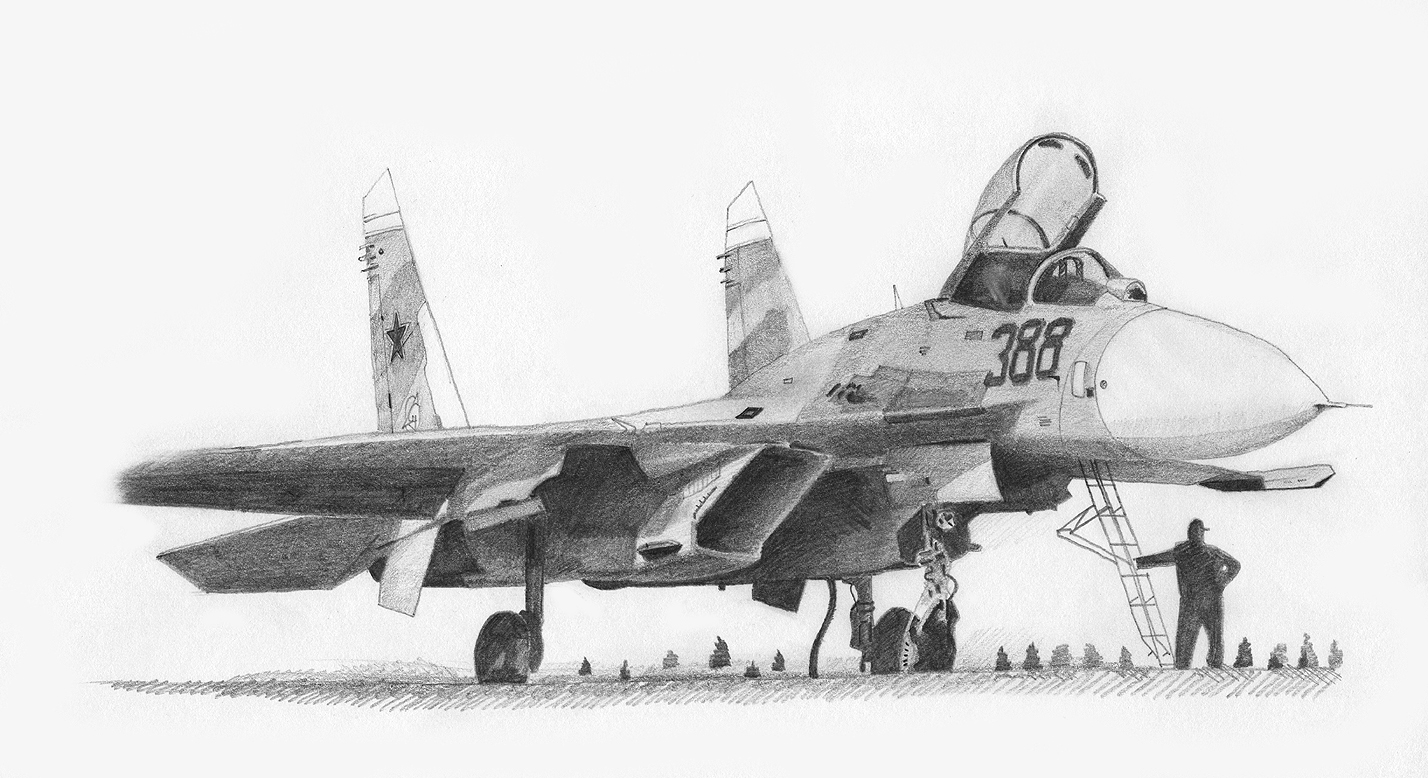
Su-27

Su-27とその派生型に関連する作品の一覧は、ロシアのスホーイ社が開発したSu-27戦闘機とその派生型を題材とした商品および登場作品の一覧である。
本項では、それに該当するSu-27UBM1・Su-30・Su-32・Su-33・Su-34・Su-35・Su-35・Su-37そして、中国で運用されているJ-11・J-15などについて記述する。

## 映画・テレビドラマ
『BEST GUY』
作品中盤でSu-27が領空侵犯機として登場する。
『ゴジラ・モスラ・キングギドラ 大怪獣総攻撃』
Su-33が、日本防衛空軍の戦闘爆撃機「F-7J」として登場。
劇中では厚木基地航空隊所属の4機が丹沢山地を進攻するゴジラを誘導弾（ペイブウェイレーザー誘導爆弾）で攻撃するが効果はなく、逆に放射熱線による反撃を受け全滅する。
『ステルス』
Su-37がロシア空軍機として登場する。ただし、複座型のSu-37は実在しない。カラーリングはカーキ色を基調としたデザート迷彩。
ロシア国内の重要拠点の防衛任務に就いており、領空内に侵入した新型戦闘機「タロン」を迎撃すべく出撃する。最初に2機、続いてさらに2機が飛来するので、登場機数は計4機である。なお、劇中では「ターミネーター」と呼称されている。
『ステルスX』
ロシア空軍のSu-27がTu-160 ブラックジャックの護衛機として2機登場。
『大統領のカウントダウン』
『犯罪捜査官ネイビーファイル』
アメリカ海軍のハーモン・ラブ少佐が、ベトナム戦争中に北ベトナム軍の捕虜になった父を探すためロシアへ渡航した際、スパイ騒動に巻き込まれてしまい、同僚であるアメリカ海兵隊のサラ・マッケンジー少佐と共にSu-27複座型を奪って逃げるも、ミサイルで撃墜される。
『レッド・スカイ』
テロ組織の手に渡った大量破壊兵器を破壊するため、ロシア製戦闘機に乗ったアメリカ人パイロットによる秘密作戦が計画される。アメリカ映画だが航空機の主役がSu-27。シナリオの都合か、出てくる戦闘機はほとんどが複座型になっている。

## アニメ・漫画
『黄金勇者ゴルドラン』
作中に登場する黄金将軍レオンのモチーフがSu-33。
『ガサラキ』
Su-27系の機体が中央アジア某国の戦闘機として登場。
『空母いぶき』
第1話での尖閣諸島上陸事件の際に中国海軍の空母「遼寧」にて艦載運用されているJ-15が登場し、海上自衛隊が不法上陸者捕縛のために魚釣島近辺に派遣していた護衛艦「あたご」「てるづき」に対して威嚇爆撃を行う。
第15話の最後のコマにて空母「広東」の飛行甲板上に翼を折り畳んだJ-15が3機搭載されている。
第31話にて早期警戒機KJ-500の護衛としてJ-15が2機登場しており、「いぶき」から飛び立ったF-35JB 3機編隊と空中戦を行い、KJ-500の撃墜によってデータリンクを失いながらも連携して対抗する。J-20 と比較して性能が下回る機体ながら運動性はそれなりに高く、（劇中世界での中国海軍パイロットでは）使い慣れている機体のため、第5護衛隊群も含む自衛隊にとっては油断のならない存在であると評価された。
なお実写映画版では登場せず、MiG-29Kをモデルにしたと思わしき「MiG-35」が東亜連邦海軍空母「グルシャ」の艦載機として登場している。
『最終兵器彼女』
札幌を爆撃する国籍不明のTu-160の護衛機として登場。遠くに小さく描かれているため、型式の判別は困難だが、カナードが確認できる。3機がちせによって撃墜された。
『新世紀エヴァンゲリオン』
第8話においてSu-33が登場。エヴァンゲリオン弐号機をNERV日本本部に移送していた国連軍大平洋艦隊旗艦であるニミッツ級空母「オーバー・ザ・レインボー」の艦載機として登場するが、艦隊は第6の使徒ガギエルに襲撃され、起動した弐号機とガギエルとの戦闘の中で機首部分が真っ二つになったりするなどして空母共々大破する。
『トランスフォーマー ギャラクシーフォース』
デストロンに所属するサンダークラッカーがSu-35に変形する。
『なるたる』
主人公の父親がロシアにて機種転換訓練時、帰国後に民間用に納入されたSu-30に搭乗。異形の存在、「竜の子」ハイヌウェレとの空中戦を繰り広げる。
『マクロス ゼロ』
作中に登場する可変戦闘機SV-51のモチーフがSu-27。
『やわらか戦車』
49話と50話に領空侵犯機として洋上迷彩のSu-27が登場。作中では露助、ピロシキ野郎と呼ばれているため、ロシア軍機と思われる。
『レディイーグル』
原作・鳴海章、作画・千葉きよかず。中国人民解放軍機として、日本の航空自衛隊と対峙。
『ヨルムンガンド』
漫画版とアニメ版にSu-37が登場する。アニメ版では2K22 ツングースカに対して空対地ミサイルを発射し、撃破するシーンがあるが、漫画版にはない。

## 小説
『イージス戦艦「大和」2007』（文庫名：『イージス戦艦「大和」』）
航空自衛隊が日米安全保障条約の破棄に伴う兵器体系の多様化という要求により、Su-37をライセンス生産しSu-37Jと命名する。
また、中国海軍がウクライナから購入した空母「ヴァリャーグ」を「鎮遠」と命名し、Su-33を運用する。
『ガーリー・エアフォース』
6巻にて、一種の無人戦闘機「ドーター」としての改造を施した架空の派生機およびキャラクターとして「Su-27M-ANM　ジュラーヴリク」として登場。
『極東愚連艦隊』
Su-27が中国空軍機として登場。輸送艦「おおすみ」に空対艦ミサイルによる攻撃を行う。
『征途』
南北に分断された日本において、北日本にあたる日本民主主義人民共和国の人民空軍主力戦闘機としてSu-27が「SU27」として登場。劇中では南日本にあたる日本国の航空自衛隊のF15改良型及び海上自衛隊のF14改良型配備に合わせてMiG29Jと共に導入され、1992年時点ではMiG29Jに代わり主力戦闘機として配備されている。西側での通称は「フランカーJ」。
また、北日本の赤衛艦隊空母「統一」（旧「ワリヤーグ」）の艦載機としてSu-33らしき派生機（作中では「SU27」表記）が登場し、第三次日本海海戦において海上自衛隊航空護衛艦「ほうしょう」の艦載機FV2ヴァルキリーと交戦する。
『第三次世界大戦』
マラッカ海峡で海上自衛隊のF-35Bと交戦し、数十機を撃墜される。
『中国完全包囲作戦』（文庫名：『中国軍壊滅大作戦』）
紅軍の戦闘機としてJ-1と共にJ-11が登場し、F-22と交戦する。
『天空の富嶽』
中国海軍空母「天安」（旧「ワリャーグ」）のSu-33が自衛隊の警戒をすり抜け仙台を空襲するも、翌日の伊豆大島沖で海上自衛隊空母「飛鳥」のF-14D改の迎撃を受け全滅する。
『日中尖閣戦争』
中国空軍のJ-11が台湾を攻撃し、台湾空軍のF-CK-1と交戦するが、全機を撃墜する。
『ネオ・ゼロ』
『香港独立戦争』
Su-37が中国空軍機として登場。奇策を用いてイギリスが送り込んだシーハリアーを蹴散らす。
『要塞シリーズ』
第1作「ニセコ要塞1986」にて、スミノフ空軍の戦闘機として登場。

## ゲーム
『ArmA: Armed Assault』
バージョン1.08以降でサーラニ解放軍（作中に登場する架空の軍隊）の装備として登場する。プレイヤー・AI共に操縦可能。
『ARMA 2』
ロシア軍がSu-34を使用。プレイヤー・AI共に操縦可能。
『Flanker 2.0』
ソフト単体でプレイヤーが使用可能な航空機として登場し、Su-27やSu-30（戦闘爆撃機）・Su-33（艦載機）が使用可能。
『Just Cause』
「Rage-Johnston F6 Comet」の名称でSu-27とF-15 イーグル、MiG-29 ファルクラムを混ぜた外見の戦闘機が登場する。
『Just Cause 2』
「F-33 DragonFly Jet Fighter」の名称でSu-34とF-16 ファイティングファルコンが混ざった外見の戦闘機が登場する。
『Lock On: Modern Air Combat』
ソフト単体でプレイヤーが使用可能な航空機の1つとして登場する。
『Modern Warships』
プレイヤーが操作可能な艦載機としてSu-35とJ-15が登場する。
『War Thunder』
ソ連空軍のSu-27、中国空軍のJ-11にアップデート2.33 "Air Superiority"に実装された。
アップデート2.37 "Seek & Destroy"にてソ連空軍ランクVlllジェット戦闘機としてSu-27SMが実装された。
『エースコンバットシリーズ』
Su-27・32・33・34・35（初代と２代目）・37・30M2・30SMの内のいずれか、またはいくつか（作品ごとに異なる）が登場する。ちなみに、『エースコンバット』に登場するSu-27にはカナード翼がついているため、実際にはSu-27では無くその派生型（Su-27Mに相当）である。なお、『エースコンバット2』ではSu-35（初代）が、『エースコンバット3』ではSu-37改修機がパッケージに描かれている。
『エースコンバット3』に登場するSu-37は、コックピットのコフィン化・機体の軽量化・空母運用能力の付与・空中給油装置の改修・カナード翼の左右独立稼動化・アビオニクス換装などの改修を行ったという設定の架空機である。また、ヒロインである紘瀬玲名の専用機も存在し、オプトニューロンに対応した仕様になっている。
『エースコンバット04』
エルジア空軍のエース部隊「黄色中隊」の所属機として5機のSu-37が登場する他、プレイヤーが操縦可能な機体としてSu-35（初代）が登場する。
『エースコンバット5』
ユークトバニア空軍のベルカ人アグレッサー部隊「オヴニル隊」の所属機として4機のSu-35（初代）が登場する他、プレイヤーが操縦可能な機体としてSu-27、SU-32、Su-37が登場する。
『エースコンバットZERO』
ベルカ空軍のエース部隊「ゲルプ隊」の所属機として2機のSu-37が登場する他、プレイヤーが操縦可能な機体としてSu-27、SU-32、Su-37が登場する。
『エースコンバット6』
エストバキア空軍のエース部隊「シュトリゴン隊」の主力機として複数のSu-33が登場。
『エースコンバットAH』
反政府軍のエース・パイロットであるマルコフの愛機としてSu-35（2代目）が登場する他、プレイヤーが操縦可能な攻撃機としてSu-34が登場する。
『エースコンバット∞』
プレイヤーが操縦可能なファイターとして、エースコンバットAHからSu-33とSu-34とSu-35（2代目）とSu-37が続投し、新たにSu-27が登場する。
『エースコンバット7』
Su-33とSu-34とSu-35SとSu-37が引き続き登場し、新たにエルジア実験飛行隊のエースパイロットであるミハイの乗機としてSu-30SM（カナード翼が付いているもの）および彼の護衛機としてSu-30M2（カナード翼が付いていない、Su-30MKKの派生）が登場する。Su-33のスペシャルスキンには、中国人民解放軍海軍のJ-15に類似する塗装のものが実装されている。
『エアロダンシング4』
迷彩タイプ・ノーマルタイプの2種類が登場。
『エナジーエアフォース エイムストライク！』
敵軍機としてSu-27・Su-34・Su-37が登場。
『凱歌の号砲 エアランドフォース』
日本を占拠したロシア軍の機体として登場。プレイヤーも購入して使用できる。
『空戦乙女☆ヴァージンストライク』
機体そのものではなく、擬人化したSu-27の空乙女が複数登場している。
『大戦略シリーズ』
RS国の兵器としてSu-27・Su-33・Su-34などが登場する。
『バトルフィルドシリーズ』
『BF2』
「J-13」の名称でSu-30MKKがCHINAの戦闘機として登場する。また、MECの戦闘機としてSu-34が登場する。
『BF3』
ロシア軍の戦闘機としてSu-35（2代目）が登場。
『BF4』
マルチプレイのマップ「Flood Zone」の上空をSu-35（2代目）がランダムに飛行していく。
『フィクショナルトルーパーズ』
エストビア連邦軍のランク3として選択可能。制空・爆撃双方に高い能力を発揮する高性能機。ただし、シルエットはSu-27ではなく、試作型のT-10である。
『萌え萌え大戦争☆げんだいばーん』
ソ連（およびSOLEN）の鋼の乙女「イリューシン」のモデルとなっている。また、敵やサポートのユニットとしても登場。

## DVDおよびビデオ、LDなどの映像集
これが傑作戦闘機だ8 SUKHOJ Flanker（注：タイトルのまま） Su-27〜ロシアの最強戦闘機〜
発売元：オールウェーブ出版局
販売元：株式会社星雲社
メディア：VHS
パーヴェル・スホーイの経歴とスホーイ設計局の実績、そして、Su-27の開発と配備・派生型までを紹介したもの。
Su-27 ロシアの最強戦闘機
発売元：ワック
メディア：DVD
上記ビデオと同じ内容のDVD。
隔週刊ファイティング・エアクラフトDVDコレクション第24号『Su-27/-30/-32/-35/-37“フランカー”』
発売元：デアゴスティーニ・ジャパン
メディア：DVD
Su-27シリーズについての紹介・解説。